# Friedemann Gottschick der Ältere
Friedemann Gottschick der Ältere (* 30. März 1928 in Breslau; † 30. April 2022) war ein deutscher Kirchenmusiker und Hochschullehrer.
Gottschick studierte bei Ernst Pepping und Gerhard Schwarz Kirchenmusik. 1953 wurde er Kantor an der Lutherkirche in Düsseldorf. 1967 wurde er Leiter der Abteilung für Evangelische Kirchenmusik an der Robert Schumann Hochschule Düsseldorf. 1975 erfolgte die Ernennung zum Professor. 1976 wechselte er als Kantor und Kirchenmusikdirektor zu den v. Bodelschwinghschen Anstalten Bethel in Bielefeld. Sein Sohn ist der Berliner Kirchenmusiker Friedemann Gottschick.

## Kompositionen
- Es war ein reicher Mann
- Gelobet seist du, Jesu Christ
- Gib uns Leben
- Wie schön leuchtet der Morgenstern
- Christ ist erstanden

Im Evangelischen Gesangbuch finden sich von ihm der Kanon Öffne meine Augen, dass sie sehen (EG 176), das Lied Gott, mein Gott, warum hast du mich verlassen (EG 381, auch im Gotteslob von 1975: GL 308) sowie im Regionalteil Baden, Elsass und Lothringen, Pfalz der Kanon In der Welt habt ihr Angst (EG BEP 560).